# جام در جام اروپا ۹۰–۱۹۸۹
فصل ۹۰–۱۹۸۹، از مسابقات فوتبال جام برندگان جام اروپا، با برتری ۲ بر ۰ سمپدوریا مقابل اندرلشت در وقت اضافه، در فینال این رقابت‌ها و در ورزشگاه اولوی به پایان رسید.

## دور مقدماتی
| تیم ۱        | نتیجه‌نهایی | تیم ۲                       | بازی رفت | بازی برگشت |
| ------------ | ---------- | --------------------------- | -------- | ---------- |
| Chernomorets | ۳–۵        | باشگاه فوتبال دینامو تیرانا | ۳–۱      | ۰–۴        |

## دور اول
| تیم ۱                             | نتیجه‌نهایی                      | تیم ۲                         | بازی رفت | بازی برگشت      |
| --------------------------------- | ------------------------------- | ----------------------------- | -------- | --------------- |
| باشگاه فوتبال رئال وایادولید      | 6–0                             | Ħamrun Spartans               | 5–0      | 1–0             |
| Union Luxembourg                  | 0–5                             | باشگاه فوتبال دیورگاردن       | 0–0      | 0–5             |
| باشگاه فوتبال بلننسس              | 1–4                             | باشگاه فوتبال موناکو          | 1–1      | 0–3             |
| Valur                             | 2–4                             | باشگاه فوتبال دینامو برلینر   | 1–2      | 1–2             |
| باشگاه فوتبال بشیکتاش             | 1–3                             | باشگاه فوتبال بروسیا دورتموند | 0–1      | 1–2             |
| باشگاه فوتبال بران                | 0–3                             | باشگاه فوتبال سمپدوریا        | 0–2      | 0–1             |
| باشگاه فوتبال تورپدو مسکو         | 6–0                             | باشگاه فوتبال کورک سیتی       | 5–0      | 1–0             |
| باشگاه فوتبال اسلوان براتیسلاوا   | 3–4                             | باشگاه فوتبال گراس‌هاپر زوریخ  | 3–0      | 0–4 (وقت اضافه) |
| باشگاه فوتبال اندرلشت             | 10–0                            | Ballymena United              | 6–0      | 4–0             |
| باشگاه فوتبال بارسلونا            | 2–1                             | باشگاه فوتبال لگیا ورشو       | 1–1      | 1–0             |
| باشگاه فوتبال آدمیرا واکر مودلینگ | 3–1                             | باشگاه ورزشی لیماسول          | ۳–۰      | ۰–۱             |
| باشگاه فوتبال فرنتس‌واروش          | 6–2                             | باشگاه فوتبال هاکا            | 5–1      | 1–1             |
| باشگاه فوتبال پاناتینایکوس        | 6–5                             | باشگاه فوتبال سوانزی سیتی     | 3–2      | 3–3             |
| باشگاه فوتبال دینامو تیرانا       | ۱–۲                             | باشگاه فوتبال دینامو بخارست   | ۱–۰      | ۰–۲             |
| باشگاه فوتبال خرونینگن            | 3–1                             | ایکست اف اس                   | 1–0      | 2–1             |
| باشگاه فوتبال پارتیزان            | 6–6 (قانون گل زده در خانه حریف) | باشگاه فوتبال سلتیک           | 2–11     | 4–5             |

## دور دوم
| تیم ۱                             | نتیجه‌نهایی                      | تیم ۲                        | بازی رفت | بازی برگشت |
| --------------------------------- | ------------------------------- | ---------------------------- | -------- | ---------- |
| باشگاه فوتبال رئال وایادولید      | 4–2                             | باشگاه فوتبال دیورگاردن      | 2–0      | 2–2        |
| باشگاه فوتبال موناکو              | 1–1 (قانون گل زده در خانه حریف) | باشگاه فوتبال دینامو برلینر  | 0–0      | 1–1        |
| باشگاه فوتبال بروسیا دورتموند     | 1–3                             | باشگاه فوتبال سمپدوریا       | 1–1      | 0–2        |
| باشگاه فوتبال تورپدو مسکو         | 1–4                             | باشگاه فوتبال گراس‌هاپر زوریخ | 1–1      | 0–3        |
| باشگاه فوتبال اندرلشت             | 3–2                             | باشگاه فوتبال بارسلونا       | 2–0      | 1–2        |
| باشگاه فوتبال آدمیرا واکر مودلینگ | 2–0                             | باشگاه فوتبال فرنتس‌واروش     | 1–0      | 1–0        |
| باشگاه فوتبال پاناتینایکوس        | 1–8                             | باشگاه فوتبال دینامو بخارست  | 0–2      | 1–6        |
| باشگاه فوتبال خرونینگن            | 5–6                             | باشگاه فوتبال پارتیزان       | 4–3      | 1–3        |

## یک‌چهارم نهایی
| تیم ۱                        | نتیجه‌نهایی                      | تیم ۲                             | بازی رفت | بازی برگشت      |
| ---------------------------- | ------------------------------- | --------------------------------- | -------- | --------------- |
| باشگاه فوتبال رئال وایادولید | 0–0 (1–3 ضربات پنالتی (فوتبال)) | باشگاه فوتبال موناکو              | 0–0      | 0–0 (وقت اضافه) |
| باشگاه فوتبال سمپدوریا       | 4–1                             | باشگاه فوتبال گراس‌هاپر زوریخ      | 2–0      | 2–1             |
| باشگاه فوتبال اندرلشت        | 3–1                             | باشگاه فوتبال آدمیرا واکر مودلینگ | 2–0      | 1–1             |
| باشگاه فوتبال دینامو بخارست  | 4–1                             | باشگاه فوتبال پارتیزان            | 2–1      | 2–01            |

## نیمه‌نهایی
| تیم ۱                 | نتیجه‌نهایی | تیم ۲                       | بازی رفت | بازی برگشت |
| --------------------- | ---------- | --------------------------- | -------- | ---------- |
| باشگاه فوتبال موناکو  | 2–4        | باشگاه فوتبال سمپدوریا      | 2–2      | 0–2        |
| باشگاه فوتبال اندرلشت | 2–0        | باشگاه فوتبال دینامو بخارست | 1–0      | 1–0        |

## فینال
| باشگاه فوتبال سمپدوریا  | ۲–۰ (وقت اضافه) | باشگاه فوتبال اندرلشت |
| ----------------------- | --------------- | --------------------- |
| جانلوکا ویالی ۱۰۵' ۱۰۷' | Report          |                       |

## گلزنان برتر
| رتبه | بازیکن               | تیم                               | گل |
| ---- | -------------------- | --------------------------------- | -- |
| ۱    | جانلوکا ویالی        | باشگاه فوتبال سمپدوریا            | ۷  |
| ۲    | مارک دگریسه          | باشگاه فوتبال اندرلشت             | ۴  |
| ۲    | میلکو دیوروفسکی      | باشگاه فوتبال پارتیزان            | ۴  |
| ۲    | Marc Van Der Linden  | باشگاه فوتبال اندرلشت             | ۴  |
| ۲    | دورین ماتئوتس        | باشگاه فوتبال دینامو بخارست       | ۴  |
| ۲    | لوک نیلیس            | باشگاه فوتبال اندرلشت             | ۴  |
| ۲    | فلورین رادوچویو      | باشگاه فوتبال دینامو بخارست       | ۴  |
| ۲    | Dariusz Dziekanowski | باشگاه فوتبال سلتیک               | ۴  |
| ۹    | رامون دیاز           | باشگاه فوتبال موناکو              | ۳  |
| ۹    | Mats Gren            | باشگاه فوتبال گراس‌هاپر زوریخ      | ۳  |
| ۹    | Mikael Martinsson    | باشگاه فوتبال دیورگاردن           | ۳  |
| ۹    | Gerhard Rodax        | باشگاه فوتبال آدمیرا واکر مودلینگ | ۳  |
| ۹    | دیمیتری ساراواکش     | باشگاه فوتبال پاناتینایکوس        | ۳  |
| ۹    | یوری ساویچف          | باشگاه فوتبال تورپدو مسکو         | ۳  |
| ۹    | ژرژ وه‌آ              | باشگاه فوتبال موناکو              | ۳  |